# Пёутюя
Пёутюя (фин. Pöytyä) — община в провинции Исконная Финляндия, губерния Западная Финляндия, Финляндия. Общая площадь территории — 773,69 км², из которых 23,68 км² — вода.

## Демография
На 31 января 2011 года в общине Пёутюя проживают 8498 человек: 4324 мужчины и 4174 женщины.
Финский язык является родным для 98,15% жителей, шведский — для 0,52%. Прочие языки являются родными для 1,32% жителей общины.
Возрастной состав населения:
- до 14 лет — 18,07%
- от 15 до 64 лет — 61,57%
- от 65 лет — 20,31%

Изменение численности населения по годам:
| Год  | Численность |
| ---- | ----------- |
| 1990 | 8465        |
| 1995 | 8478        |
| 2000 | 8332        |
| 2005 | 8371        |
| 2010 | 8494        |
| 2015 | 8562        |
| 2020 | 8229        |